# Блез Сандрар
Бле́з Сандра́р (фр. Blaise Cendrars, справжнє ім'я — Фредерік-Луї Созе, фр. Frédéric-Louis Sauser, 1 вересня 1887, Ла Шо-де-Фон, кантон Невшатель — 21 січня 1961, Париж) — франкошвейцарський та французький письменник.

## Біографія і творчість
Народився в сім'ї комерсанта, вихідця з Берна. Вдома розмовляли французькою. Багато їздив по світу з батьками, потім все життя переїжджав з місця на місце, бував у Китаї, Монголії, Африці, Бразилії, США, змінив декілька професій. У 1905–1907 роках опинився в Санкт-Петербурзі, був свідком Першої російської революції. У 1912 році опублікував за свій рахунок новаторську збірку віршів «Великдень у Нью-Йорку». Ці вірші, близькі до кубізму в пластиці, глибоко вплинули на сучасників. Зблизився в Парижі з Аполлінером, Шагалом, Леже, Модільяні (художник написав портрет Сандрара), Архипенком, Сонею і Робером Делоне. Соня Делоне ілюструвала авангардистських поему-колаж Сандрара «Проза про Транссибірський експрес і маленьку француженку Жанну» (1913), В такому жанрі своєрідного кіномонтажу працювали потім Аполлінер (вірш «Зона»), Уідобро (поема «З екватора») та інші. Брав участь у Першій світовій війні. Був поранений, втратив праву руку. У 1916 році став громадянином Франції.
Завжди цікавлячись усім новим, Сандрар захопився кіно, знімався у Абеля Ганса, потім працював у нього асистентом. Співпрацював з трупою «Шведського балету» в Парижі, зокрема, з композитором Даріюсом Мійо. На основі африканських міфів написав для нього лібретто балету «Створення світу» (1921, Постановка в 1923 році, з декораціями Фернана Леже). Був також першим автором лібрето останнього гучного балету Еріка Саті, поставленого «Шведським балетом» (грудень 1924 року) у видозміненій версії Франсіса Пікабіа з дадаїстською назвою «Спектакль відміняється».
Після 1925 року Сандрара більше не писав віршів. Автор новел і романів, репортерських нарисів. Написав кілька кіносценаріїв (за одним із них, «Золото Зутера», написаному на основі сандраровского роману «Золото», збирався ставити в Голлівуді фільм С. Ейзенштейн).
На початку Другої світової війни працював військовим кореспондентом, після вторгнення гітлерівських військ до Франції переховувався в Екс-ан-Прованс і три роки нічого не писав. Повернувся до літератури, створивши автобіографічну тетралогію (1945–1949 роки). Зблизився з Робером Дуано, писав про його роботи. Дуано залишив серію фотопортретів Сандрара.
Помер 21 січня 1961 року. Похований на цвинтарі Батіньйоль. У 1994 році його прах було перепоховано на цвинтарі містечка Ле-Трамбле-сюр-Мольдр в департаменті Івлін, де Сандрар мав свій будинок.

## Твори

### Поезія
- La Légende de Novgorode (1907, перша публікація — 1996)
- Séquences (1912)
- Les Pâques à New York (1912)
- La Prose du transsibérien et de la petite Jehanne de France (1913)
- La Guerre au Luxembourg (1916)
- Le Panama ou les aventures de mes sept oncles (1918)
- 19 Poèmes élastiques (1919)
- Feuilles de route (1924)
- Kodak. Documentaires (1924)

### Романи й оповідання
- J'ai tué (1918, з ілюстраціями Ф.Леже)
- L'Or (1925, роман про американського авантюриста-золотошукача)
- Moravagine (1926, роман)
- Petits contes nègres pour les enfants des blancs (1926, за мотивами африканських міфів)
- Les Confessions de Dan Yack (1929, роман, Гонкурівська премія)
- Rhum — L'aventure de Jean Galmot (1930, роман-репортаж)
- Hollywood, la Mecque du cinéma (1936, роман-репортаж)
- L'Homme foudroyé (1945, перша книга автобіографічной тетралогії)
- La Main coupée (1946, друга книга)
- Bourlinguer (1948, третя книга)
- Le Lotissement du ciel (1949, четверта книга)
- Emmène-moi au bout du monde! (1953, роман)

### Повне зібрання творів
- Œuvres complètes. Denoël, VIII volumes, 1960—1964.
- Œuvres complètes. Le Club français du livre, 15 volumes précédés d'un volume d'Inédits secrets, 1969—1971.
- Œuvres complètes. Denoël, coll. «Tout autour d'aujourd'hui» (dir. Claude Leroy), 15 volumes, 2001—2006 :
  - 1 : Poésie complètes, avec 41 poèmes inédits. Édition de Claude Leroy. XXX + 434 p., 2001.
  - 2 : L'Or — Rhum — L'Argent. Édition de Claude Leroy. XXIV + 360 p., 2001.
  - 3 : Hollywood, La Mecque du cinéma — L'ABC du cinéma — Une nuit dans la forêt. Édition de Francis Vanoye. XXII + 234 p., 2001.
  - 4 : Dan Yack. Édition de Claude Leroy. XXXIV + 334 p., 2002.
  - 5 : L'Homme foudroyé — «Le Sans-Nom». Édition de Claude Leroy. XXXII + 448 p., 2002.
  - 6 : La Main coupée — La Main coupée (1918) — La Femme et le soldat. Édition de Michèle Touret. XXX + 370 p., 2002.
  - 7 : Moravagine — La Fin du monde filmée par l'Ange N.-D. — «Le Mystère de la Fin du monde» — L'Eubage. Aux antipodes de l'unité. Édition de Jean-Carlo Flückiger. XXXII + 398 p., 2003.
  - 8 : Histoires vraies — La Vie dangereuse — D'Oultremer à Indigo — «Un bel éclat de rire». Édition de Claude Leroy. XXXII + 528 p., 2003.
  - 9 : Bourlinguer — Vol à voile. Édition de Claude Leroy. XXXII + 512 p., 2003.
  - 10 : Anthologie nègre — Petits Contes nègres pour les enfants des Blancs — Comment les Blancs sont d'anciens Noirs — «N'KÎi, l'attrape-nigauds» — «La Création du Monde» — Conférences sur la littérature des Nègres. Édition de Christine Le Quellec Cottier. XXXII + 544 p., 2005.
  - 11 : Aujourd'hui — «Jéroboam et La Sirène» — «Sous le signe de François Villon» — Préface à Bourlingueur des mers du Sud d'Eric Newby — «Paris par Balzac» — Préface à Forêt vierge de Ferreira de Castro — Le Brésil — Trop c'est trop. Édition de Claude Leroy. XXXII + 560 p., 2005.
  - 12 : Le Lotissement du ciel — La Banlieue de Paris — Préface à Instantanés de Paris, album de Robert Doisneau. Édition de Claude Leroy. XXXIV + 510 p., 2005.
  - 13 : Panorama de la pègre — Contrebandiers — «À bord de Normandie» — Articles (1935—1938) — Chez l'armée anglaise — Reportages de guerre (1939—1940). Édition de Myriam Boucharenc. XXX + 450 p., 2006.
  - 14 : Emmène-moi au bout du monde !… — «Le Mystère de la création» — Films sans images — Danse macabre de l'amour. Édition de Claude Leroy. XXX + 556 p., 2006.
  - 15 : Blaise Cendrars vous parle… Entretiens avec Michel Manoll — Qui êtes-vous ? — Réponses au «Questionnaire Marcel Proust» — «Pour une bibliothèque idéale» — Préface aux Fleurs du mal de Baudelaire — Le Paysage dans l'œuvre de Léger — J'ai vu mourir Fernand Léger — «Les peintres du dimanche» — «Georges Bauquier». Édition de Claude Leroy. XXXVI + 412 p., 2006.